# El Tortuguero
El Tortuguero è un comune del Nicaragua facente parte della Regione Autonoma della costa caraibica meridionale.